# 近畿日本ツーリスト東北
株式会社近畿日本ツーリスト東北（きんきにっぽんツーリストとうほく）は、かつて存在した近畿日本ツーリストグループの旅行会社。宮城県仙台市に本社を置いていた。

## 概要
大手総合旅行会社であった初代の近畿日本ツーリスト（現：KNT-CTホールディングス）の事業を地域分社化し、その地域に密着した営業を展開する目的で設立され、近畿日本ツーリスト（初代・旧会社）と旧KNTツーリスト（近畿日本ツーリスト個人旅行に合併）の東北地方の店舗・事業を統合・継承した。
特定の事業に片寄らず、団体旅行事業、個人旅行事業、地域振興事業を営み、国内ブランド「メイト」、海外ブランド「ホリデイ」の東北地区発着をはじめとする商品企画から仕入・手配、店頭・Web・提携販売まで行う総合旅行会社であった。
2021年10月1日、地域子会社統合により近畿日本ツーリスト首都圏（現：近畿日本ツーリスト（3代））に吸収合併され解散した。

## 沿革
- 2011年（平成23年）9月1日 - 株式会社近畿日本ツーリスト東北設立。
- 2012年（平成24年）1月1日 - 近畿日本ツーリスト（初代・旧会社）から会社分割により東北地区における旅行事業を譲り受け、また旧KNTツーリスト（近畿日本ツーリスト個人旅行に合併）の東北地方の店舗の移管をうけ[3]営業を開始。営業を開始。
- 2021年（令和3年）6月23日 - ララガーデン長町営業所が閉店。
- 2021年（令和3年）10月1日 - 株式会社近畿日本ツーリスト首都圏に吸収合併され解散。近畿日本ツーリスト株式会社（3代）の一部となる。

## 支店・営業所
東北6県に店舗を置いている。

## 主な系列会社
- 株式会社近畿日本ツーリスト北海道
- 株式会社近畿日本ツーリスト関東
- 株式会社近畿日本ツーリスト首都圏
- 株式会社近畿日本ツーリスト中部
- 株式会社近畿日本ツーリスト関西
- 株式会社近畿日本ツーリスト中国四国
- 株式会社近畿日本ツーリスト九州
- 株式会社近畿日本ツーリスト沖縄
- 株式会社近畿日本ツーリスト神奈川（旧：相鉄観光株式会社）
- クラブツーリズム株式会社